# Irkutsks statliga universitets botaniska trädgård

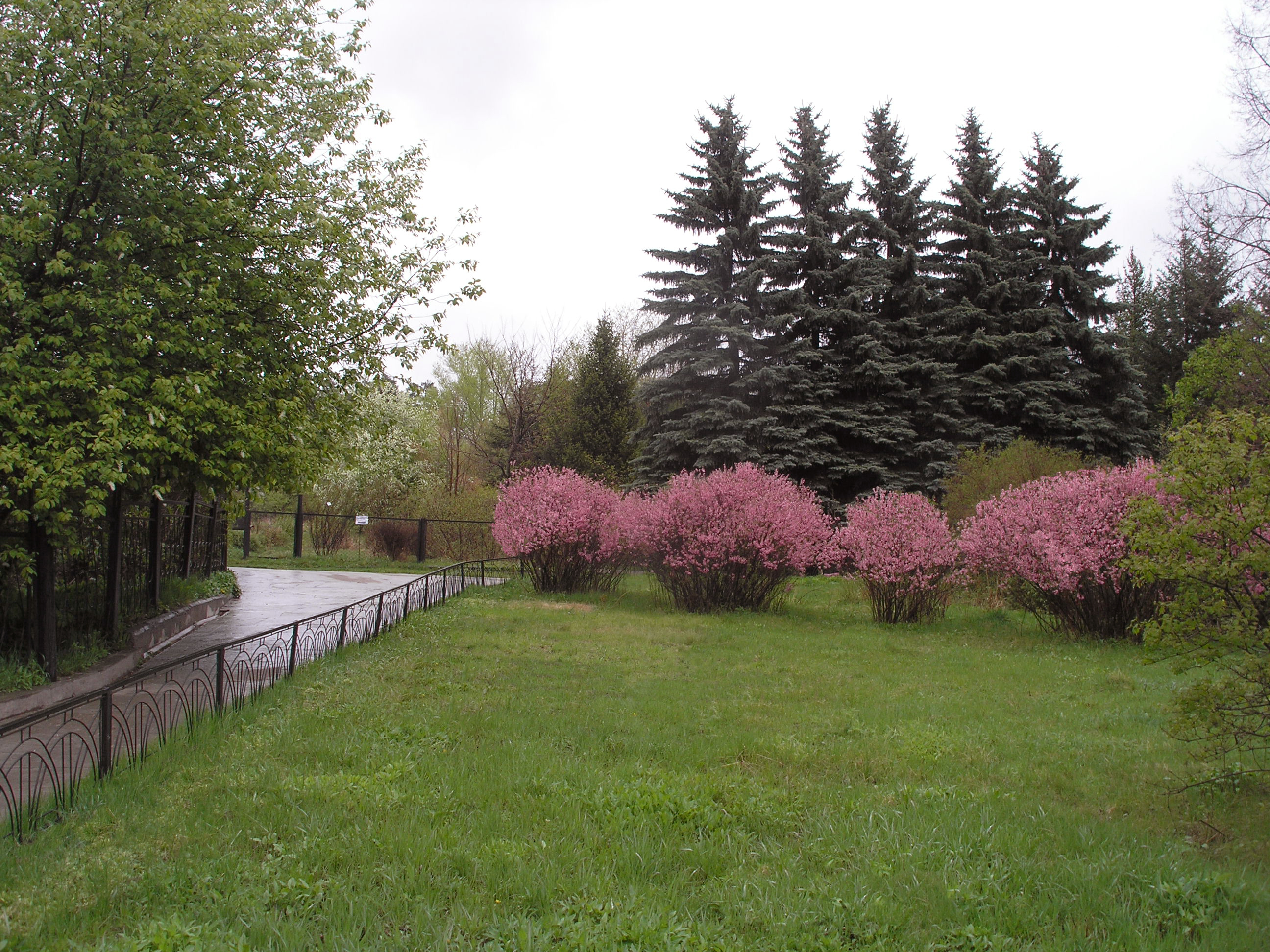
Rosväxten Prunus pedunculata (buskar i förgrunden) och blågranar (träd i bakgrunden) under våren

Irkutsks statliga universitets botaniska trädgård, eller Irkutsks botaniska trädgård (ryska: Ботанический сад Иркутского государственного университета), är en botanisk trädgård i Irkutsk i Sibirien i Ryssland.
Irkutsks statliga universitets botaniska trädgård är den enda botaniska trädgården i regionen kring Bajkalsjön. Den ligger i Glazkovsky i Irkutsks stadsdelsområde Sverdlovsk och började anläggas 1940. Dess ändamål är att skydda och berika floran kring Bajkalsjön och i världen för människorna genom folkbildning, samlande, spridande, forskning och bevarande av arter. Trädgården är i första hand ett verktyg för utbildning och vetenskaplig för Irkutsks statliga universitet. Det sköter regionens största samling av levande växter, fler än 5.000 arter), ett herbarium och en fröbank. Trädgården har en yta på 27 hektar.

## Bildgalleri

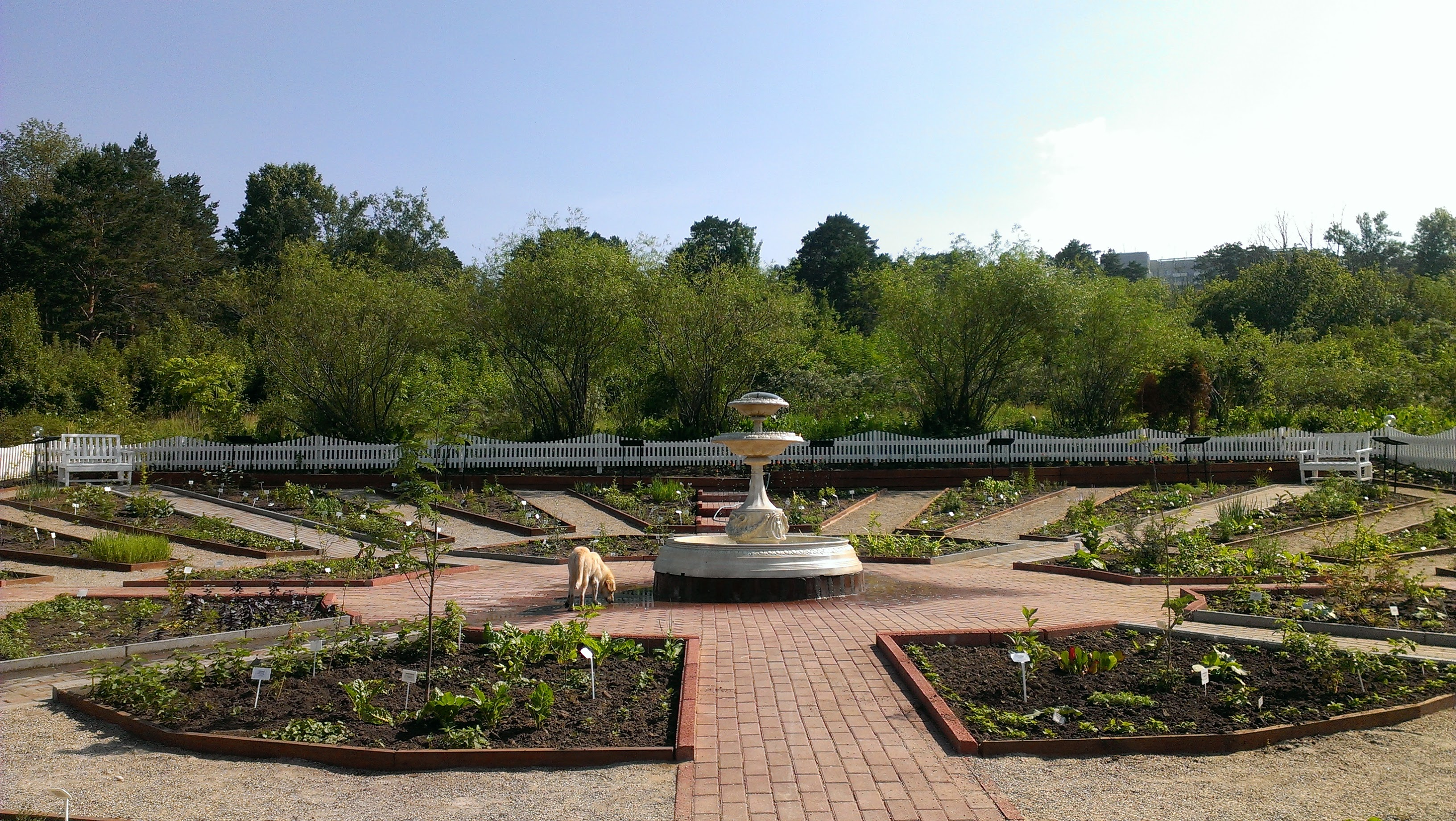
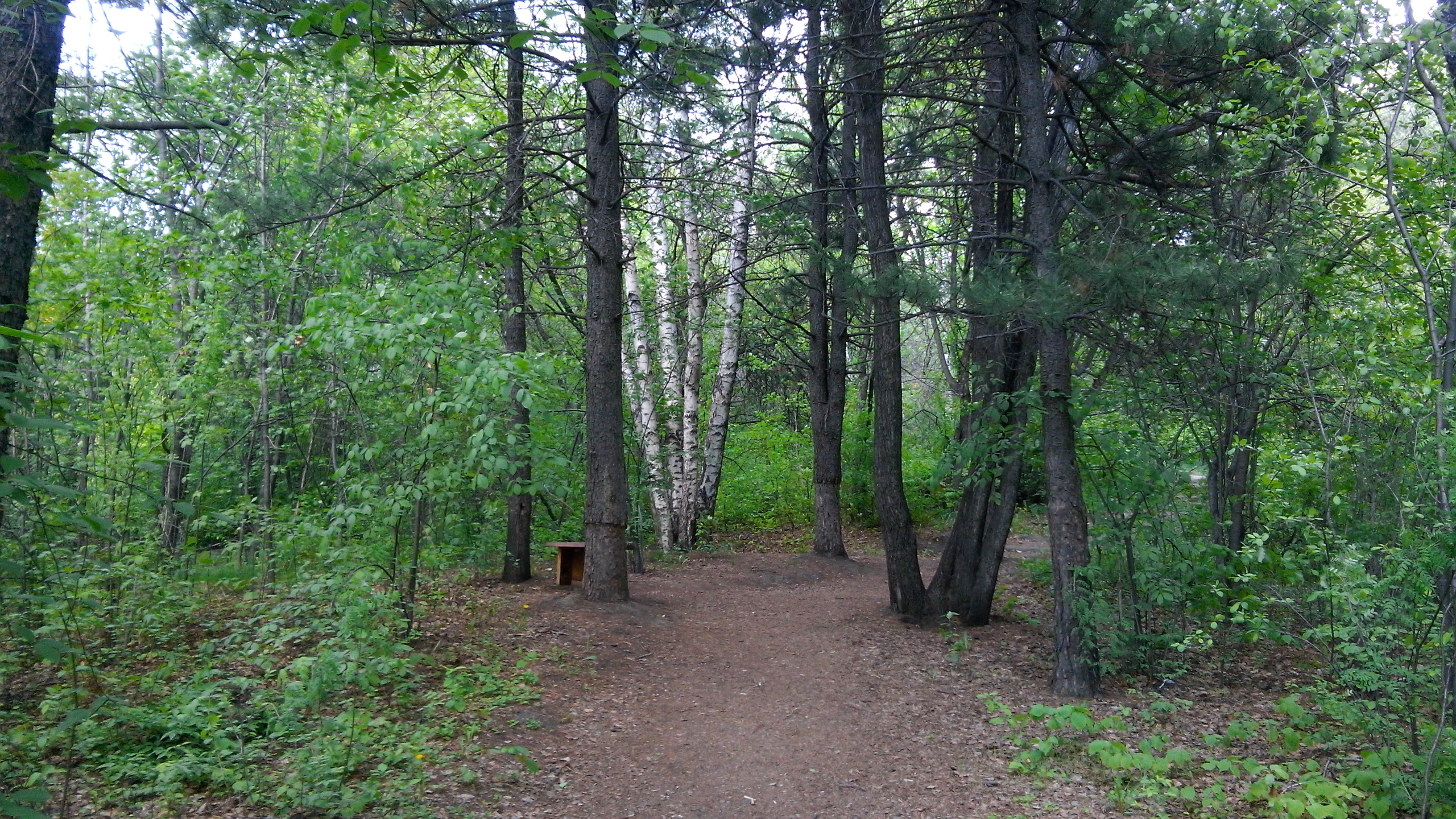
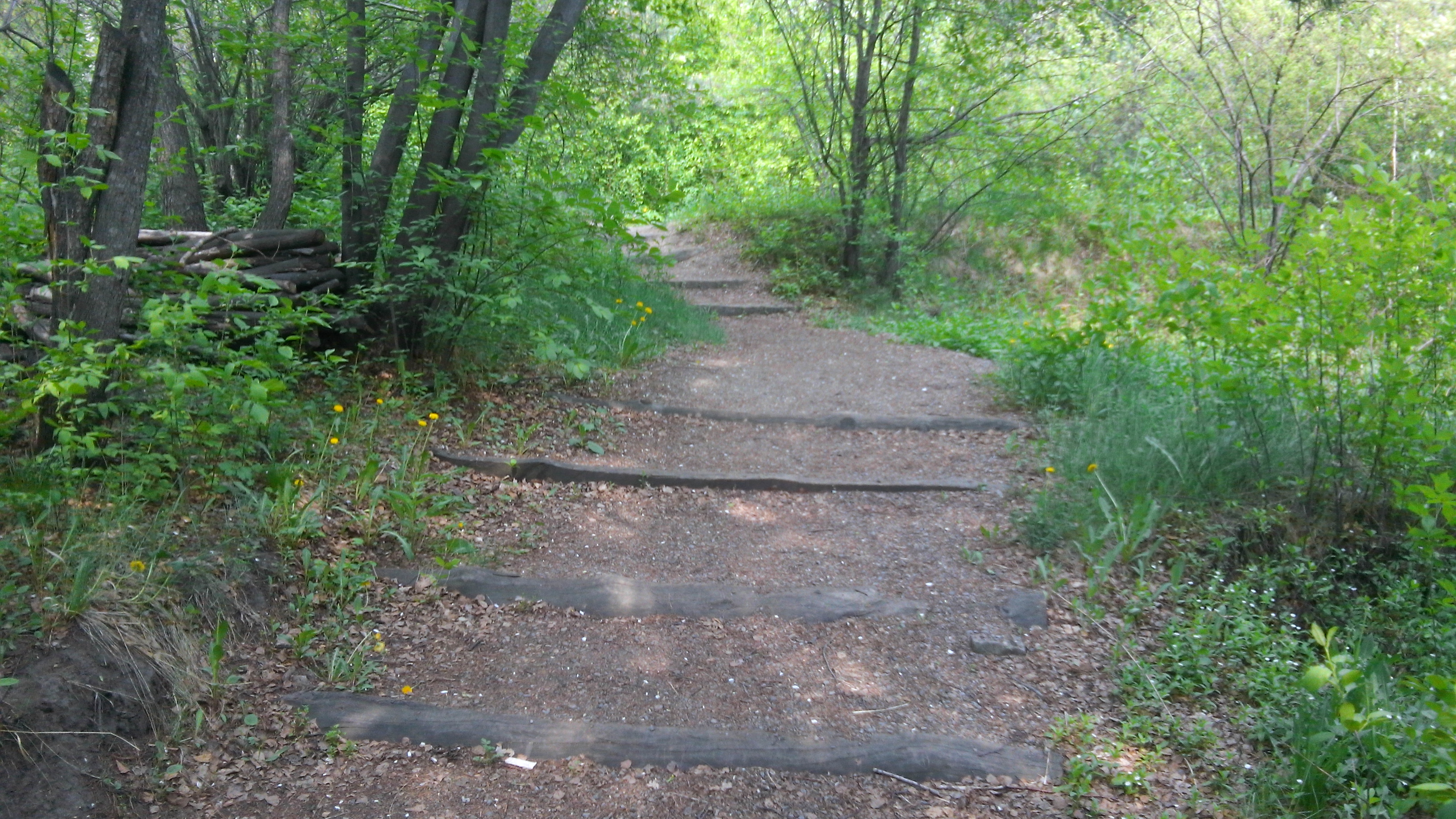